# Fujiwara no Uchimaro
Fujiwara no Uchimaro est un nom japonais traditionnel ; le nom de famille (ou le nom d'école), Fujiwara, précède donc le prénom (ou le nom d'artiste).
Fujiwara no Uchimaro (藤原内麻呂), 756 –  13 novembre 812, est un noble japonais de la fin de l'époque de Nara et du début de l'époque de Heian. Il est le troisième fils du dainagon Fujiwara no Matate et donc un membre des Hokke. Il atteint le rang de cour de 従二位 (ju ni-i) et la position d'udaijin et, à titre posthume, celles de 従一位 (ju ichi-i) et daijō-daijin. Il est aussi connu sous le nom Go-Nagaoka-Daijin (後長岡大臣).
Il sert les empereurs Kanmu, Heizei et Saga et tous l'apprécient et lui font confiance. Il succède à son oncle Nagate et à sa lignée comme chef de la famille. Contrairement à son père, dont le statut secondaire dans la famille l'empêche de devenir daijin, Uchimaro s'élève au rang d'udaijin et conduit le cabinet sous le règne de Heizei et le début de celui de Saga. Il a beaucoup d'enfants, ce qui contribue à jeter les bases de la réussite future des Hokke.

## Biographie
Après l'accession au trône de l'empereur Kanmu en 781, Uchimaro est promu de 正六位上 (shō roku-i no jō) à 従五位下 (ju go-i no ge). Il est successivement promu en 785, 786, et 787 et atteint le rang ultime de 従四位下 (ju shi-i no ge). Cela survient peu de temps après que la première épouse d'Uchimaro, Kudara no Nagatsugu, devenue entretemps une dame de la cour, a donné à l'empereur le prince Yoshimine no Yasuyo (良岑安世). L'hypothèse a été émise que cette naissance a précipité la promotion rapide d'Uchimaro et même qu'il a utilisé Nagatsugu comme parente pour approfondir sa relation avec l'empereur. Pendant cette période, il exerce divers mandats dans la garde impériale et comme gouverneur de provinces.
Uchimaro occupe plus tard des positions de direction dans une division de la garde impériale, au ministère de la Justice et au 内蔵寮 (kuraryō), organisme régissant les finances de la famille impériale. En 794, immédiatement après le transfert de la capitale à Heian-kyō, Uchimaro rejoint les kugyō avec une promotion au titre de sangi. À l'âge de 39, il est désormais le deuxième plus jeune membre du cabinet après Fujiwara no Takatoshi (藤原乙叡), âgé de 34 ans, des Nanke. Cependant, au cours des années suivantes, quatre hauts responsables ministériels, dont l'udaijin Fujiwara no Tsuginawa et le dainagon Ki no Kosami, meurent ou se retirent et en 798, Uchimaro est promu 従三位 (ju san-mi) et chūnagon. Il obtient également divers autres postes au cours de cette période, dont celui de général de la garde impériale. En 799, il est chargé de la réinstallation de la capitale. Pendant le conflit entre Fujiwara no Otsugu et Sugano no Mamichi 徳政論争 (tokusei-ronsō), durant lequel Otsugu persuade l'empereur de suspendre sa campagne en Ezo et de construire Heian-kyō, Uchimaro attend du côté de Kanmu.
Lorsque l'empereur Heizei accède au trône en 806, Uchimaro est promu dainagon. Lorsque le prince Miwa (神王) meurt un mois plus tard, Uchimaro prend la tête du cabinet avec une promotion aux rangs de 正三位 (shō san-mi) et udaijin. En 809, il est promu 従二位 (ju ni-i). Il sort indemne de la tentative de coup d'État du prince Iyo et de l'incident de Kusuko.
Uchimaro meurt le 13 novembre 812 à l'âge de 57 ans. Il est promu à titre posthume aux rangs de 従一位 (ju ichi-i) et sadaijin et de nouveau quelques jours plus tard à celui de daijō-daijin.

## Personnalité
Selon le Nihon Kōki, Uchimaro est affable et très populaire, et les gens sont heureux de le suivre. Les empereurs qu'il sert lui font entièrement confiance et, alors qu'il ne les flatte pas, il ne leur fait pas de remontrances pas quand il est en désaccord avec eux. Il sert à des postes importants du gouvernement pendant plus de dix ans sans commettre d'erreurs. Il est noté pour avoir un esprit exceptionnellement rapide.
Uchimaro commissionne des statues des Quatre Rois célestes et une version du Kannon et laisse son fils Fuyutsugu les offrir au Kōfuku-ji.
Une anecdote dans le Nihon Kōki rapporte que lorsque le prince Osabe est prince héritier, il a une dent contre Uchimaro et essaye de lui nuire. Le prince fait monter Uchimaro sur un cheval qui a l'habitude de ruer et de mordre mais le cheval garde la tête basse et n'essaye pas de bouger; et même quand il est fouetté, il fait simplement un tour sur lui-même.

## Généalogie
- Père : Fujiwara no Matate
- Mère : fille de Abe no Obimaro (阿倍帯麻呂?)
- Épouse : Kudara no Nagatsugu (百済永継?), fille de Asukabe no Natomaro (飛鳥部奈止麻呂?), plus tard dame de cour de l'empereur Kanmu
  - Fils : Fujiwara no Manatsu (藤原真夏?, 774–830)
  - Son : Fujiwara no Fuyutsugu (藤原冬嗣?, 775–826)
- Épouse : Sakanoue no Nariko (坂上登子?), deuxième fille de Sakanoue no Karitamaro
  - Fils : Fujiwara no Sakuramaro (藤原桜麻呂?)
  - Fils : Fujiwara no Futakimaro (原福当麻呂?)
  - Fils : Fujiwara no Nagaoka (藤原長岡?, 786–849)
  - Fils : name unclear (藤原平○○?) [2]
  - Fille : Fujiwara no Esuko (藤原恵須子?)
- Épouse : fille de 依当大神 (Itō Daishin?)
  - Fils : Fujiwara no Chikanari (藤原愛発?, 787–843)
- Épouse : fille de Fujiwara no Nagate
  - Fils : Fujiwara no Mamoru (藤原衛?, 799–857)
- Épouse : (inconnue)
  - Fils : Fujiwara no Akitsugu (藤原秋継?)
  - Fils : 藤原率 (Fujiwara no Ritsu?)
  - Fils : Fujiwara no Ōtsu (藤原大津?, 792–854)
  - Fils : Fujiwara no Tasuke (藤原助?, 799–853)
  - Fils : Fujiwara no Osamu (藤原収?)
  - Fille : Fujiwara no Onatsu (藤原緒夏?, ?–855), épouse de l'empereur Saga
  - Fille : épouse de Ki no Aritsune (紀有常室?)

## Source de la traduction
- (en) Cet article est partiellement ou en totalité issu de l’article de Wikipédia en anglais intitulé « Fujiwara no Uchimaro » (voir la liste des auteurs).